# Dicraeus vagans
Dicraeus vagans är en tvåvingeart som först beskrevs av Johann Wilhelm Meigen 1838.  Dicraeus vagans ingår i släktet Dicraeus och familjen fritflugor. Arten är reproducerande i Sverige. Inga underarter finns listade i Catalogue of Life.